# Серпас, Лилиан
Лилиан Серпас (исп. Lilian Serpas; 24 марта 1905, Сан-Сальвадор, Сальвадор — 10 октября 1985, там же) — сальвадорская поэтесса и журналистка.

## Биография
Лилиан Серпас родилась в Сан-Сальвадоре 24 марта 1905 года. Отец будущей поэтессы умер, когда ей было три года. Овдовевшая мать, Хосефа де лос Анхелес Гутьеррес, уроженка городка Хукуапа, превратила их дом в литературный салон, одним из посетителей которого был писатель Франсиско Гавидия.
Сотрудничала с редакцией журнала «Паресерес» и работала на радио A.Q.M. С 1930 по 1938 год жила в США, в городе Сан-Франциско, где сотрудничала с редакцией журнала «Секвоя», который издавал Стэнфордский университет. Вернувшись в Сальвадор, в 1941 году она устроилась на работу в редакцию журнала «Эль Диарио де Хой», где вела колонку «Бумажные птицы». Ранее в 1930 году Лилиан Серпас вышла замуж за американского художника Томаса Джефферсона Коффин-Суля (1910 — 1985), от которого родила троих детей: Карлоса, Фернандо-Давида и Рехинальдо.
В 1970 году, проживая заграницей, Лилиан Серпас пережила смерть двух своих детей. Это подорвало её физическое и психическое состояние. Друзья помогли вернуться в Сальвадор. В последние годы жизни она сотрудничала с «Дирессьон де Публикасьонес де Сан-Сальвадор». Поэтесса умерла в больнице Росалес, куда попала с переломом после падения. По свидетельству поэта Давида Эскобара-Галиндо, Лилиан Серпас была первой сальвадорской поэтессой постмодернистского направления.

## Сборники поэзии
- «Урна мечты» (исп. Urna de ensueños, 1927)
- «Перламутр» (исп. Nácar, 1929)
- «Гость вечности» (исп. Huésped de la eternidad, 1947)
- «Флейта из лепестков» (исп. La flauta de los pétalos, 1951)

## В литературе
Лилиан Серпас, вместе с сыном Карлосом Коффин-Серпасом, действующие лица романа Роберто Боланьо «Амулет» (1999); они присутствуют в эпизоде, в котором описывается кафе «Гавана» в Мехико, где поэтесса действительно находилась в мае 1970 года.